# Сегато, Армандо
Армандо Сегато (итал. Armando Segato, 3 мая 1930, Виченца, Италия — 19 февраля 1973, Флоренция, Италия) — итальянский футболист и тренер, игравший на позиции полузащитника. В качестве игрока прежде всего известен по выступлениям за клуб «Фиорентина», а также национальную сборную Италии.

## Клубная карьера
Воспитанник футбольной школы клуба «Торино».
Во взрослом футболе дебютировал в 1948 году выступлениями за команду клуба «Кальяри», в которой провёл два сезона, приняв участие в 57 матчах чемпионата и забил 9 голов.
В течение 1950—1952 годов защищал цвета команды клуба «Прато».
Своей игрой за эту команду привлёк внимание представителей тренерского штаба клуба «Фиорентина», к составу которого присоединился в 1952 году. Сыграл за «фиалок» следующие восемь сезонов своей игровой карьеры. Большую часть времени, проведённого в составе «Фиорентины», был основным игроком команды.
Завершил профессиональную игровую карьеру в клубе «Удинезе», за команду которого выступал на протяжении 1960—1964 годов.

## Выступления за сборную
В 1953 году дебютировал в официальных матчах в составе национальной сборной Италии. В течение карьеры в национальной команде, которая длилась 7 лет, провёл в форме главной команды страны 20 матчей. В составе сборной был участником чемпионата мира 1954 года в Швейцарии.

## Карьера тренера
Начал тренерскую карьеру, ещё продолжая играть на поле, в 1963 году, возглавив тренерский штаб клуба «Удинезе».
Впоследствии работал с командой клуба «Венеция».
Последним местом тренерской работы был клуб «Реджина», команду которого Армандо Сегато возглавлял в качестве главного тренера до 1969 года.
Умер 19 февраля 1973 года на 43-м году жизни в городе Флоренция.